# Julodis marmottani
Julodis marmottani es una especie de escarabajo del género Julodis, familia Buprestidae. Fue descrita científicamente por Escalera en 1918.